# Mackin Table
La Mackin Table è un altopiano antartico a forma di cuneo e con la sommità ricoperta di ghiaccio, lungo circa 37 km, situato subito a nord del Patuxent Ice Stream, nel Patuxent Range dei Monti Pensacola, in Antartide. 
L'altopiano è stato mappato dall'United States Geological Survey (USGS) sulla base di rilevazioni e foto aeree scattate dalla U.S. Navy nel periodo 1956-66.
La denominazione è stata assegnata dall'Advisory Committee on Antarctic Names (US-ACAN) in onore di J. Hoover Mackin, geologo che condotto ricerche nei Monti Pensacola con molti di quelli che erano stati suoi studenti.